# Памбак (планина)
Памбак (јерм. Փամբակի լեռնաշղթա) је планински венац у североисточној Јерменији. Протеже се од градића Спитак у марзу Лори па све до Севанског полуострва (Гехаркуник) у дужини од 125 км. 
Памбак представља развође између сливова река Аракс (Ахурјан, Касах и Храздан) на југу и Куре (Памбак, Агстев) на северу. Извориште је река Агстев, Памбак и Мармарик.
Изграђен је од магматских стена. Највиши врх је Тежлер и лежи на надморској висини од 3.101 метар.
Цео планински ланац је углавном прекривен травнатом вегетацијом, док се једино на северним обронцима и у долини Агстева налазе веће шумске површине (углавном шуме храста и букве).
- widths="200px"
- Највиши врх је Теж (3101 м)
- Ендемски Lilium armenum расте смо на овом подручју